# Astragalus longissimus
Astragalus longissimus là một loài thực vật có hoa trong họ Đậu. Loài này được (M.E.Jones) Barneby miêu tả khoa học đầu tiên.